# Léon Arthur Elchinger
Léon Arthur Auguste Elchinger (Soufflenheim, Bajo Rin, Alsacia, 2 de julio de 1908-Estrasburgo, 27 de junio de 1998) fue un arzobispo católico francés. Fue  arzobispo de Estrasburgo (1967-1984).Participó en el Concilio Vaticano II (1962-1965), allí fueron muy notorias sus intervenciones sobre la petición de rehabilitación de Galileo y el ecumenismo.

## Biografía
Nacido en una familia de alfareros en Soufflenheim, hizo sus estudios en Haguenau y Nancy, luego estudió Teología católica en Estrasburgo y Roma, donde fue ordenado sacerdote el 4 de abril de 1931. Obtuvo la licenciatura en Letras y el doctorado en Teología y Filosofía escolástica. Completada su formación, se convirtió en profesor en el seminario Mayor de Estrasburgo (1931) y capellán militar (1938). Durante la evacuación de 1939, el seminario se trasladó a Clermont-Ferrand y permaneció allí hasta el final de la Segunda Guerra Mundial. Elchinger fue Superior del dicho Seminario Mayor (1941).
Tras ocupar el puesto de director diocesano de educación y obras católicas para estudiantes en Estrasburgo (1945), fue nombrado canónigo honorario de la catedral de Estrasburgo (1947) y finalmente, a petición del obispo Jean-Julien Weber, obispo coadjutor con derecho de sucesión (1958). El 16 de enero de 1958 fue consagrado obispo auxiliar y obispo titular de Antandrus. 
Participó en el Concilio Vaticano II (1962-1965), reuniendose con Juan XXIII, Pablo VI y el futuro Juan Pablo II. Sus intervenciones fueron muy notorias en su momento: se referían particularmente a la petición de rehabilitación de Galileo y al ecumenismo.
Por su profundo conocimiento de la cultura alemana y de la cultura francesa, el cardenal Achille Liénart lo nombró en 1962 obispo encargado del enlace entre las conferencias episcopales francesa y alemana. Estuvo asociado sobre todo con la obra del Concilio Vaticano II. El 30 de diciembre de 1966 tomó posesión de la diócesis de Estrasburgo, sucede a Jean-Julien Weber. El 20 de octubre de 1984 renunció a su cargo, siendo reemplazado por el arzobispo de Mónaco, Charles-Amarin Brand, que había sido obispo auxiliar de Estrasburgo (1976-1981). Durante su retiro (1984-1998), permaneció activo publicando varios libros, y apareciendo regularmente en los diversos medios de comunicación.
Sus orígenes alsacianos y su bilingüismo franco-alemán le llevaron a reconocer la dimensión europea de las decisiones políticas y teológicas. Buscando continuamente a un Dios cercano al hombre, estaba lleno de una santa inquietud y una necesidad de actuar que no siempre fue debidamente reconocida y apreciada. Estaba fuertemente comprometido con el ecumenismo.
Murió cinco días antes de cumplir 90 años.